# Ecografia ostetrica
L'ecografia ostetrica è l'applicazione dell'ecografia medica nell'ambito della diagnosi prenatale volta principalmente allo studio dell'embrione o del feto all'interno della cavità uterina materna.
Mediante l'ecografia ostetrica è possibile:
- Fare diagnosi di gravidanza attraverso la visualizzazione del sacco gestazionale (a partire dalla 5ª settimana di età gestazionale) o dell'abbozzo embrionario (dalla 6ª- 7ª settimana) o attraverso la rilevazione dell'attività cardiaca embrionale o fetale.
- Datare la gravidanza.
- Determinare il numero di embrioni o di feti e la loro vitalità.
- Effettuare una valutazione dell'anatomia e della crescita fetale per escludere eventuali malformazioni fetali.
- Determinare situazione, presentazione e posizione del feto.
- Valutare la quantità di liquido amniotico e l'inserzione placentare.

In Italia le donne in stato di gravidanza hanno diritto ad eseguire gratuitamente almeno due ecografie ostetriche, una tra la 19ª e la 23ª settimana e una tra la 28ª e la 32ª settimana di gravidanza. Una terza ecografia è prevista, su specifica richiesta dello specialista, nel caso in cui la gravidanza raggiunga le 41 settimane di età gestazionale.

## Strumentazione

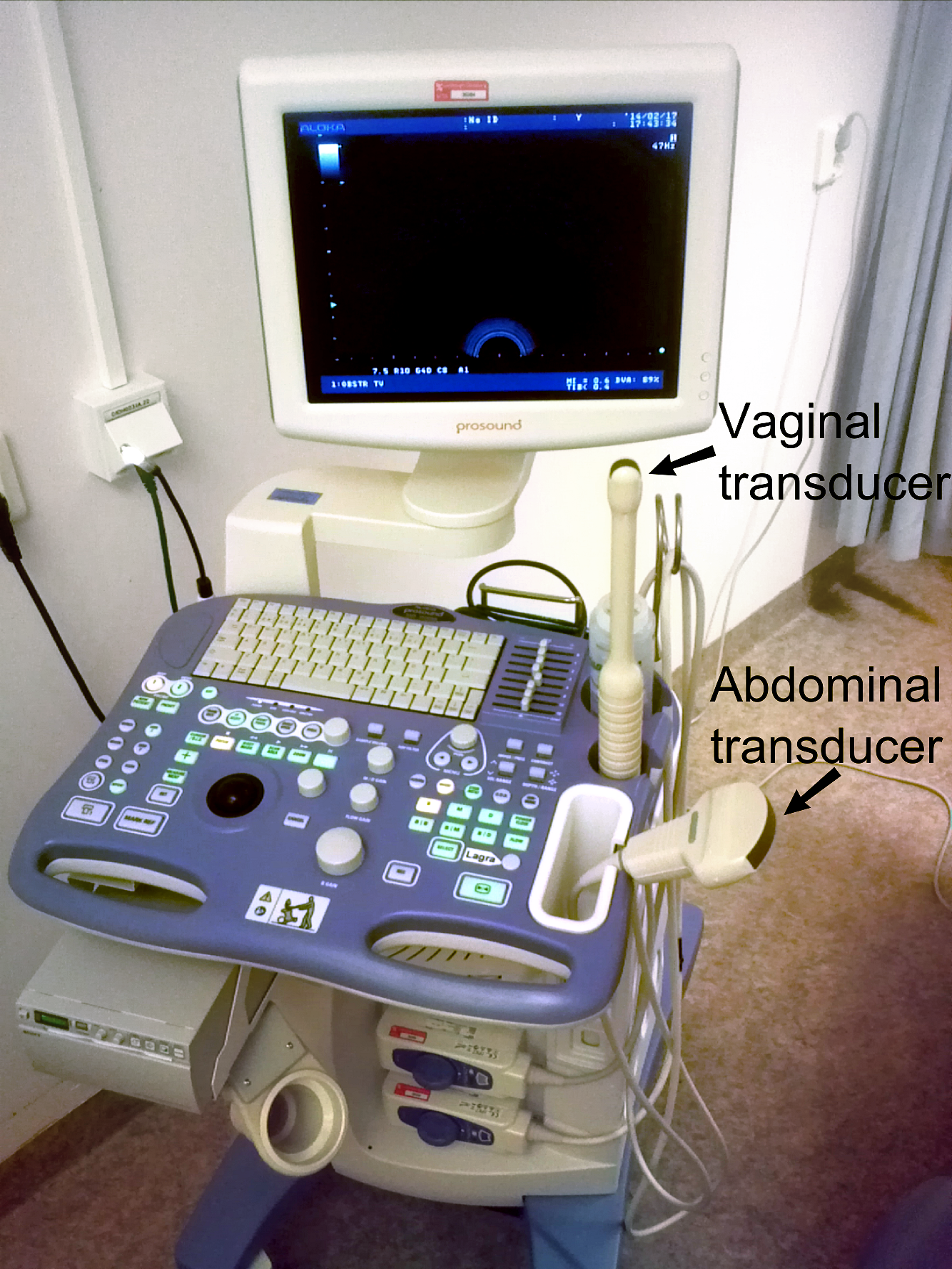
Ecografo con sonda addominale e sonda vaginale.

L'esame può essere effettuato per via transaddominale (con sonda addominale di almeno 3,5 MHz) o transvaginale (con sonda vaginale di almeno 5 MHz) con ecografo in tempo reale. Si ricorre alla sonda vaginale generalmente nel primo trimestre quando la camera gestazionale potrebbe non essere visibile o nel terzo trimestre, principalmente per valutare il rapporto tra la placenta e l'orifizio uterino interno.

## Ecografia del primo trimestre
L'ecografia ostetrica nel primo trimestre di gravidanza può essere effettuata dalla 6ª-7ª settimana (quando l'embrione comincia ad essere visibile) alla 13ª settimana di età gestazionale, che corrisponde al termine del primo trimestre di gravidanza; questo esame può essere eseguito per via transaddominale o transvaginale ed è finalizzato a:
1. Visualizzare l'impianto della camera ovulare (o del sacco gestazionale)
2. Visualizzare la presenza dell'embrione (o del feto)
3. Determinare il numero dei sacchi gestazionali e dei feti
4. Visualizzare l'attività cardiaca dell'embrione (o del feto)
5. Datare la gravidanza
6. Misurare la traslucenza nucale[3], se l'esame è eseguito tra 11 e 13 settimane di età gestazionale.

L'esame è indicato in particolare quando si presentino perdite ematiche vaginali, dolore pelvico, discrepanza tra volume uterino (riscontrato con l'esame obiettivo) e volume atteso per l'epoca di gravidanza, rischio di malformazione fetale, per datare la gravidanza oppure può essere eseguito in pazienti a basso rischio in assenza di indicazioni specifiche.

## Ecografia del secondo trimestre
Il secondo trimestre di gravidanza corrisponde al periodo che va dalla 14ª settimana alla 26ª settimana di età gestazionale; in questo periodo l'esame ecografico è eseguito mediante sonda addominale ed è finalizzato, oltre alla determinazione della datazione della gravidanza, della presenza del feto e della sua attività cardiaca, anche a:
1. Valutare corionicità e amnionicità in caso di gravidanza gemellare
2. Studiare l'anatomia fetale per l'esclusione di anomalie congenite (ecografia morfologica)
3. Localizzare la placenta
4. Valutare la quantità del liquido amniotico.

### Ecografia morfologica

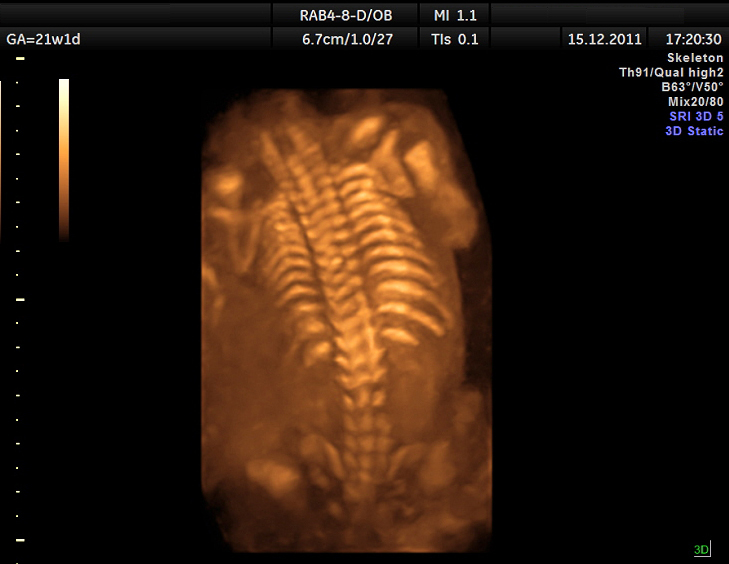
Ecografia 3D della colonna vertebrale di un feto alla 21ª settimana di età gestazionale

L'esame ecografico per la valutazione dell'anatomia fetale viene eseguito tra la 19ª e la 21ª settimana di età gestazionale; al fine di escludere o accertare la presenza di malformazioni, durante l'esame devono essere visualizzati:
- Estremo cefalico: vengono misurati il diametro biparietale (BPD), la circonferenza cranica (CC), l'ampiezza del trigono ventricolare e il diametro trasverso del cervelletto
- Labbro superiore
- Orbite
- Colonna vertebrale: viene effettuata una scansione longitudinale
- Polmoni
- Cuore: viene effettuata una scansione delle 4 camere cardiache e delle connessioni ventricolo-arteriose destra e sinistra
- Addome: viene misurata la circonferenza addominale (CA)
- Stomaco
- Reni
- Vescica
- Ossa lunghe dei quattro arti con misurazione della lunghezza del femore
- Mani e piedi

## Ecografia del terzo trimestre
Il terzo trimestre di gravidanza corrisponde al periodo che va dalla 27ª settimana di età gestazionale al termine della gravidanza. Le ecografie ostetriche eseguite durante questo trimestre servono a valutare la crescita fetale, la quantità del liquido amniotico e l'inserzione placentare, oltre che a determinare la situazione e la presentazione del feto e a valutare la sua attività cardiaca.
L'esame è di norma eseguito per via transaddominale, ma si può ricorrere alla sonda vaginale per meglio apprezzare il rapporto tra l'orifizio uterino interno e la placenta nel caso in cui, per esempio, si voglia escludere il sospetto di placenta previa.

### Biometria fetale
L'andamento della crescita fetale viene valutato attraverso la misurazione di:
- Diametro biparietale (BPD)
- Circonferenza cranica (CC)
- Lunghezza di un femore

I valori biometrici ottenuti vengono quindi confrontati con dei valori di riferimento in base all'età gestazionale.

## Misurazioni
Nell'ecografia ostetrica le misurazioni fondamentali sono:
- CRL (Crown Rump Length o lunghezza vertice-sacro): è la lunghezza massima dell'embrione, esclusi gli arti, misurabile dopo la 7ª settimana di età gestazionale.
- BPD (Bi-Parietal Diameter o diametro cefalico biparietale): misurabile dopo la 12ª settimana di età gestazionale.
- Circonferenza cranica
- Circonferenza addominale
- Lunghezza del femore

Queste misurazioni biometriche permettono di datare la gravidanza e valutare l'accrescimento del feto.

## Ecografia Office
L'ecografia office in ostetricia e ginecologia è un esame ecografico eseguito a supporto della visita ostetrica ed è finalizzato alla ricerca di dati diagnostici che possono essere utilizzati a completamento di questa. Con l'ecografia Office si può determinare la presenza della camera ovulare, dell'embrione e dell'attività cardiaca embrio-fetale, valutare il numero di feti, la parte presentata fetale e la quantità di liquido amniotico (rilevata soggettivamente).
L'ecografia Office oltre che dal medico, può essere effettuata anche dall'ostetrica/o.